# 梅尔施巴赫
梅尔施巴赫是德国莱茵兰-普法尔茨州的一个市镇。总面积3.20平方公里，总人口51人，其中男性26人，女性25人（2011年12月31日），人口密度16人/平方公里。